# Tres mil
El tres mil és un nombre que s'escriu 3000 en el sistema de numeració àrab i MMM en el romà. En el sistema binari és 101110111000, en l'octal és 5670 i en l'hexadecimal és BB8. La seva factorització en nombres primers és 2³ × 3 × 5³.
Ocurrències del nombre tres mil:
- Designa l'any 3000 o el 3000 aC
- Es coneix popularment com "tresmil", "tres mil" o "tres mil" tot aquell cim, entre ells els dels Pirineus, que té una altitud igual o superior als 3.000 metres.